# Zygocera maculata
Zygocera maculata är en skalbaggsart som beskrevs av Mckeown 1938. Zygocera maculata ingår i släktet Zygocera och familjen långhorningar. Inga underarter finns listade i Catalogue of Life.